# Евелін Венейбл
Евелін Венейбл (англ. Evelyn Venable; нар. 18 жовтня 1913, Цинциннаті, Огайо — пом. 15 листопада 1993, Кор-д'Алейн, Айдахо) — американська акторка.

## Біографія
Народилася в Цинциннаті єдиною дитиною в сім'ї вчителя англійської мови Емерсона Венейбл і його дружини Долорес. Після закінчення школи навчалася в коледжі Вассар в штаті Нью-Йорк, а потім вступила до університету Цинциннаті. Її акторська кар'єра стартувала ще під час навчання в школі, де Венейбл грала в постановках «Ромео і Джульєтта» і «Як вам це сподобається». Студенткою університету брала участь в гастрольних виставах Волтера Гампдена «Сірано де Боржерак» і «Гамлет».
Під час гастролей в Лос-Анджелесі отримала кілька пропозицій на зйомки в кіно і в 1932 році підписала контракт з «Paramount Pictures». За наступні 10 років кінокар'єри знялася у 23 фільмах, серед яких «Смерть бере вихідний» (1934), «Маленький полковник» (1935) і «Еліс Адамс» (1935), а також стала моделлю жінки зі смолоскипом в руці для логотипа «Columbia Pictures». У 1940 році Венейбл озвучувала Синю Фею в мультфільмі студії «Walt Disney» «Піноккіо».
У 1934 році на зйомках одного з фільмів вона познайомилася з кінооператором Гелом Мором, в тому ж році одружилася з ним. У шлюбі народила дочок Долорес і Розалію. У 1943 році Венейбл пішла з кіно, присвятивши себе родині й вихованню дітей. Надалі вона закінчила Каліфорнійський університет в Лос-Анджелесі, де згодом стала викладати на курсі класичних грецьких п'єс. 
Евелін Венейбл померла в 1993 році від раку у віці 80 років в місті Кер-д'Алейн, штат Айдахо. Її внесок в американську кіноіндустрію відзначений зіркою на Голлівудській алеї слави.

## Вибрана фільмографія
| Рік  |    | Українська назва  | Оригінальна назва | Роль            |
| ---- | -- | ----------------- | ----------------- | --------------- |
| 1935 | ф  | Провулок гармонії | Harmony Lane      | Сьюзен Пентланд |
| 1940 | мф | Піноккіо          | Pinocchio         | Блакитна Фея    |
| 1943 | ф  | Він найняв боса   | He Hired the Boss | Емілі Конвей    |